# Alice H. Eagly
Alice Hendrickson Eagly (* 25. Dezember 1938 in Los Angeles) ist eine US-amerikanische Sozialpsychologin und emeritierte Professorin an der Northwestern University.

## Leben und Wirken
Eagly wuchs in Kalifornien und Seattle auf. Sie studierte am Radcliffe College (Harvard University), wo sie 1960 den Bachelor in Social Relations machte. 1963 erwarb sie bei Herbert C. Kelman an der Northwestern University einen Master in Psychologie und 1965 bei Melvin Manis an der University of Michigan einen Ph.D. in Sozialpsychologie.
Akademische Positionen bekleidete sie von 1965 bis 1967 an der Michigan State University (Assistant Professor), von 1967 bis 1980 an der University of Massachusetts Amherst (ordentliche Professur), von 1980 bis 195 an der Purdue University und ab 1995 an der Northwestern University, wo sie seit 2019 emeritierte Professorin für Psychologie und für Politikwissenschaften ist. Gastprofessuren führten sie 1970/71 an die University of Illinois at Chicago, 1974/75 und 1998/99 an die Harvard University, 1991/92 an die Eberhard Karls Universität Tübingen, 2005/06 an die Universiteit van Amsterdam, 2009/10 an die University of Southern California und 2017 an die Universität Zürich.
Eagly konnte grundlegende Beiträge zur Psychologie der Geschlechter (Gender) leisten, insbesondere zu Fragen von Führung, von prosozialem Verhalten, von Partnerpräferenz (Partnerwahl), von Aggression, von soziopolitischen Einstellungen und von Geschlechtsstereotypen. Außerdem trug sie zur Entwicklung der Technik der Metaanalyse bei.
Eagly hat laut Google Scholar einen h-Index von 123, laut Datenbank Scopus einen von 74 (jeweils Stand März 2024). Ihr 1993er Werk Psychology of Attitudes (mit Shelly Chaiken) gilt als Standardwerk.
Eagly ist mit Robert Eagly verheiratet; das Paar hat zwei Töchter.

## Auszeichnungen (Auswahl)
- 1993 Donald T. Campbell Award[4]
- 2010 Ehrendoktorat der Universität Bern[5]
- 2012 Mitglied der American Academy of Arts and Sciences[6][7]
- 2012 Ehrendoktorat der Erasmus-Universität Rotterdam
- 2015 Ehrendoktorat der Universität Lausanne
- 2022 Mitglied der National Academy of Sciences[8]